# Raimundo V de Toulouse
Raimundo V de Toulouse (1134 - 1194), conde de Toulouse desde 1148 até 1194, ano da sua morte.

## Biografia
Segundo as genealogias tradicionais dos condes de Toulouse e do Languedoque deixada pelo frades beneditinos na História Geral do Languedoque, seria Raimundo V, no entanto, estudos recentes feitos a estas genealogias indicam que foram omitidos condes com o nome Raimundo pelo que Raimundo V pode referir-se também como Raimundo VII.
Quando o seu pai Afonso I de Toulouse (1103 - 1148) morreu na Terra Santa em 1148, o Condado de Toulouse vai passar para as mãos de Raimundo V e de seu irmão Afonso II de Toulouse que na altura tinha 14 anos pelo que Raimundo tinha autoridade sobre o irmão.
O Território foi dividido ficando Raimundo com o metade ocidental do condado e Afonso II com a metade oriental.
Em 1159 inicia uma luta contra a coligação do rei Henrique II de Inglaterra, e do Conde de Barcelona, Guilherme VI de Montpellier. No entanto quando Toulouse foi atacada recebeu a preciosa ajuda do rei Luís VII de França.
Em 1173 assina a paz com o rei Henrique II de Inglaterra e pouco depois voltou a declarar a obediência ao Papa Alexandre III. Em 1176 reuniu-se numa entre Bellcaire d'Empordà e Tarascon-sur-Ariège, com Afonso I de Aragão e Navarra, e convencionaram estabelecer a cessação dos direitos de Afonso sobre los condados de Gavaldá, Carladès e de Provença a troco de 31.000 marcos.
Entre 1183 e 1192 luta novamente contra a Inglaterra, umas vezes ganhando outras perdendo, porque estes ocupavam a Gasconha. Em 1187 adquiriu o viscondado de Nimes, vindo no entanto a cede-lo a Bernardo Atão VI Trencavel.
Em 1153 Raimundo V de Toulouse entra em conflito com Raimundo I de Trencavel visconde de Carcassona, pelo direito de ver reconhecido o Senhorio do conde Raimundo Berengário IV de Barcelona. Um ano mais tarde, casa-se com Constança de França, filha do rei Luís VI de França viúva de Eustáquio IV de Bolonha conde de Bolonha

## Relações familiares
Foi filho de Afonso-Jordão de Toulouse (1103 -?), Conde de Toulouse também denominado Afonso I da Jordânia, e de Faidiva d'Uzès. Foi casado por duas vezes, a primeira em 1154 com Constança, princesa de França (c. 1124 - 11 de Outubro de 1176), princesa de França, filha do rei Luís VI de França, de quem teve:
1. Raimundo VI de Toulouse (27 de Outubro de 1156 -?), conde de Toulouse, e sucessor de seu pai foi casado seis vezes. O primeiro casamento foi com Ermessenda de Narbona-Pelet, condessa de Melgueil, o segundo casamento foi com Beatriz de Trencavel, o terceiro casamento foi com Burgunda de Lusignan, o quarto casamento foi com Joana de Inglaterra, rainha da Sicília, princesa de Inglaterra, o quinto casamento foi com Beatriz Comnena e o sexto casamento foi com Leonor de Aragão, Infanta de Aragão.
2. Balduíno de Toulouse casou com Alice de Lautrec,
3. Laura de Toulouse casou com Odão de Cominges,
4. Adelaide de Toulouse casou com Roger II Trencavel, visconde de Carcassona,
5. Albérico Taillefer de Toulouse, conde de Saint-Gilles casou com Beatriz de Albon.

O segundo casamento foi com Riquilda da Polônia (Breslávia, c. 1140 - 16 de Junho de 1185), filha de Ladislau II da Polônia e de Inês de Babemberga e já então viúva de Raimundo Berengário III da Provença, de quem não teve filhos.